# 2-я истребительная авиационная армия (СССР)
2-я истреби́тельная авиацио́нная а́рмия — авиационное соединение Вооружённых сил СССР во время Великой Отечественной войны.

## Формирование
Сформирована в соответствии с приказом НКО СССР № 0082 от 5 мая 1942 года.

## В Действующей армии
В составе действующей армии участие не принимала.

## Переформирование
10 сентября 1942 года в соответствии с Приказом НКО СССР обращена на формирование 1-го штурмового авиационного корпуса
Выписка из Приказа

1. Сформировать и иметь в резерве Ставки Верховного Главнокомандования:…
б) 1-й штурмовой авиационный корпус в составе:
Управления авиакорпуса по штату № 015/281, 121-го батальона связи по штату № 015/215, 292, 290 и 266-й авиационных дивизий каждая в составе трех штурмовых и одного истребительного авиаполка по 32 самолета каждый.
1-й штурмовой авиакорпус дислоцировать в районе Юркино, Дмитров.
3. В составе истребительных и штурмовых авиаполков иметь по три эскадрильи, состоящих из двух звеньев по 4 самолета и 2 самолетов командира и военного комиссара эскадрильи. В звене управления полка иметь 2 самолета, предназначенных для командира полка и военного комиссара полка.
4. 1-ю и 2-ю истребительные и 1-ю бомбардировочную авиаармии — расформировать. Личный состав и имущество обратить на укомплектование формируемых авиакорпусов.
5. Авиационные корпуса включить в состав действующей армии… .
11. Назначить:
Командиром 1-го штурмового авиакорпуса генерал-майора авиации Рязанова В. Г.
Командиром 290-й штурмовой авиадивизии подполковника Мироненко П. И.
Командиром 263-й бомбардировочной авиадивизии полковника Добыш Ф. И.
Командиром 266-й штурмовой авиадивизии подполковника Радякина Ф. Г.— Приказ НКО № 00196 от 10 сентября 1942 года

## Боевой состав
Армия включала:
- 215-я истребительная авиационная дивизия
- 235-я истребительная авиационная дивизия
- 274-я истребительная авиационная дивизия
  - 416-й истребительный авиационный полк[4]
- 282-я истребительная авиационная дивизия
- 283-я истребительная авиационная дивизия
- 266-я штурмовая авиационная дивизия
- 291-я штурмовая авиационная дивизия
- 292-я штурмовая авиационная дивизия

## В составе объединений
| Период                  | Фронт (округ)                        |
| ----------------------- | ------------------------------------ |
| 01.07.1942 - 10.09.1942 | Резерв Верховного Главнокомандования |

## Командование
- Генерал-майор авиации Рязанов Василий Георгиевич